# Robert Stalnaker
Robert Culp Stalnaker (22 gennaio 1940) è un filosofo statunitense.
Professore emerito di filosofia presso il Massachusetts Institute of Technology nella cattedra intitolata in onore di Laurance S. Rockefeller, è membro dell'American Academy of Arts and Sciences e membro corrispondente della British Academy.

## Biografia
Nato il 22 gennaio 1940, Stalnaker conseguì la laurea presso l'Wesleyan University e il dottorato alla Princeton University nel 1965. Il suo relatore della tesi fu Stuart Hampshire, sebbene egli fosse fortemente influenzato da un altro membro della facoltà, Carl Hempel.
Dopo aver brevemente insegnato alla Yale University e all'Università dell'Illinois, fu per molti anni docente della Sage School of Philosophy della Cornell University prima di entrare a far parte della facoltà del MIT nel 1988.
Si è ritirato dal MT nel 2016. Fra i suoi numerosi studenti si ricordano: Jason Stanley ,Zoltán Gendler Szábo e Delia Graff Fara.
Nel 2007, Stalnaker ha tenuto le John Locke Lectures all'Università di Oxford sul tema "La nostra conoscenza del mondo interno". Nel 2017 ha tenuto le Casalegno Lectures presso l'Università di Milano sul tema "Counterfactuals and Practical Reason" ("Controfattuali e ragione pratica).

## Attività di filosofo
Il suo lavoro riguarda, tra le altre cose, i fondamenti filosofici della semantica, della pragmatica, della logica filosofica, della teoria delle decisioni, della teoria dei giochi, della teoria dei condizionali, dell'epistemologia e della filosofia della mente.
Tutti questi interessi di ricerca orbitano attorno al problema dell'intenzionalità, al "che cosa significa rappresentare il mondo sia nella parola che nel pensiero". Nel suo lavoro, cerca di fornire un resoconto naturalistico dell'intenzionalità, caratterizzando la rappresentazione in termini di nozioni causali e modali.
Insieme a Saul Kripke, David Lewis e Alvin Plantinga, Stalnaker è stato uno dei teorici più influenti nell'esplorazione degli aspetti filosofici della semantica del mondo possibile. Secondo la sua visione, i mondi possibili sono altri modi in cui questo mondo avrebbe potuto essere, che a loro volta sono proprietà di grado massimo che questo mondo attuale avrebbe potuto avere. Questa visione lo distingue dall'influente realista modale Lewis, il quale sosteneva che i mondi possibili sono entità concrete proprio come questo mondo.
Oltre ai suoi contributi alla metafisica dei mondi possibili, egli utilizzò l'apparato logico della semantica dei mondi possibili per esplorare molte questioni nella semantica del linguaggio naturale, inclusi i condizionali controfattuali. quelli indicativi e la presupposizione.
A suo parere, l'affermazione era un restringimento del terreno comune della conversazione al fine di escludere situazioni in cui il contenuto asserito è falso. Questa tesi diede un importante impulso ai recenti sviluppi della semantica e della pragmatica, in particolare, la cosiddetta "svolta dinamica".
Stalnaker è autore di quattro libri e di dozzine di articoli nelle principali riviste filosofiche.

## Pubblicazioni selezionate
- "A Theory of Conditionals," in N. Rescher, Studies in Logical Theory (Oxford University Press, 1968).
- "Pragmatics," Synthese 22 (1970): 272–289.
- "Possible Worlds," Nous 10(1976): 65–75
- Ifs: Conditionals, Belief, Decision, Chance, and Time, edited with William Harper and Glenn Pearce (Dordrecht: D. Reidel, 1981).
- Inquiry (Bradford Books, MIT Press, 1984)
- "On What's in the Head," in Philosophical Perspectives, 3: Philosophy of Mind and Action Theory (1989): 287-316
- Context and Content:  Essays on Intentionality in Speech and Thought (Oxford University Press, 1999)
- Ways a World Might Be:  Metaphysical and Anti-Metaphysical Essays (Oxford University Press, 2003)
- Our Knowledge of the Internal World (Oxford University Press, 2008)
- Mere Possibilities. Metaphysical Foundations of Modal Semantics (Princeton, N.J.: Princeton University Press, 2012).